# Overhoekse steunbeer

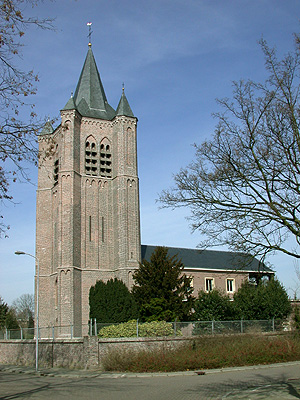
De Oude Toren te Woensel heeft overhoekse steunberen

Een overhoekse steunbeer is een steunbeer die diagonaal op de ontmoeting van twee muren is geplaatst. Ze komen vooral voor bij kerktorens en op de hoeken van kerkschepen en transepten.
Overhoekse steunberen komen onder andere veel voor in de Kempense gotiek.

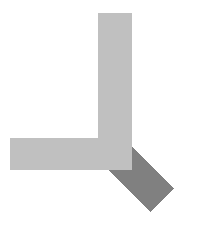
Overhoekse steunbeer